# Pye Min
Cette page contient des caractères spéciaux ou non latins. S’ils s’affichent mal (▯, ?, etc.), consultez la page d’aide Unicode.
Pye Min (birman : ပြည်မင်း, pjé míɴ ; 26 mai 1619 - 14 avril 1672) fut le dixième roi de la dynastie Taungû de Birmanie (Union du Myanmar). Fils du roi Thalun et frère du roi Pindale, il régna de 1661 à 1672.
Pendant le règne de Pindale, Pye, prince de Prome (Pyay) dirigea la résistance birmane contre les incursions de la dynastie des Ming du sud, puis de la dynastie Qing. Lorsque Pindale perdit sa popularité, on suggéra à Pye de monter sur le trône. En 1661, il renversa son frère et se couronna roi à Ava. Déterminé à réduire les pouvoirs de l'empereur Ming Yongli à Sagaing (où il avait été accueilli par Pindale), Pye organisa une réunion avec les dignitaires chinois. Yongli soupçonna une ruse pour l'assassiner et envoya son armée contre les birmans. En 1662, les armées Qing envahirent à nouveau la Birmanie sous les ordres de Wu Sangui. Pye Min leur abandonna Yongli, qu'elles ramenèrent au Yunnan (Wu Sangui l'étrangla lui-même avec la corde de son arc en avril 1662).
Les Môns de la région de Martaban se révoltèrent en 1661 et en 1662 Chiang Mai (capitale du Lanna, vassal de la Birmanie) fut prise par le roi de Siam Narai le Grand (le royaume d'Ayutthaya conserva la ville quelque temps).
Le reste du règne de Pye Min fut sans histoires. Il mourut à Ava en avril 1672, et son fils Narawara lui succéda.